# Palpomyia arenosa
Palpomyia arenosa är en tvåvingeart som först beskrevs av Remm et Nasarmuchamedov 1969.  Palpomyia arenosa ingår i släktet Palpomyia och familjen svidknott. Inga underarter finns listade i Catalogue of Life.